# Lungsjön, Jämtland
Lungsjön är en sjö i Bräcke kommun i Jämtland och ingår i Ljungans huvudavrinningsområde. Sjön är 15 meter djup, har en yta på 3,53 kvadratkilometer och befinner sig 267 meter över havet. Sjön avvattnas av vattendraget Ljungån.

## Delavrinningsområde
Lungsjön ingår i det delavrinningsområde (696950-152240) som SMHI kallar för Utloppet av Lungsjön. Medelhöjden är 278 meter över havet och ytan är 9,6 kvadratkilometer. Räknas de 67 avrinningsområdena uppströms in blir den ackumulerade arean 501,28 kvadratkilometer. Ljungån som avvattnar avrinningsområdet har biflödesordning 3, vilket innebär att vattnet flödar genom totalt 3 vattendrag innan det når havet efter 127 kilometer. Avrinningsområdet består mestadels av skog (59 procent). Avrinningsområdet har 3,44 kvadratkilometer vattenytor vilket ger det en sjöprocent på 35,8 procent.